# جزیورانی
جزیورانی (به لاتین: Jeziorany) یک شهر و گمینا در لهستان است که در گمینا یژورانه واقع شده‌است. جزیورانی ۳٫۴۱ کیلومتر مربع مساحت و ۳٬۳۷۶ نفر جمعیت دارد.

## خواهرخوانده
شهر Neuenkirchen خواهرخواندهٔ جزیورانی هست.